# Мъдвейн
Мъдвейн е американска хевиметъл група, формирана през 1996 г. в Пеория, щата Илинойс. Групата се състои от вокалиста Чад Грей, китариста Грег Трибет, басиста Райън Мартини и барабаниста Матю Макдона. Мъдвейн има договор със звукозаписната компания Epic Records, с които са издали пет студийни албума, две компилации и две DVD-та.
Групата придобива известност с дебютния си албум L.D. 50, издаден през 2000 година и изкачил се до 85 позиция в американската класация Билборд 200. Албумът има сертификация за златен статут от RIAA. Главният сингъл от албума е „Dig“, който печели наградата на MTV – MTV2 Award. През 2006 г. групата е номинирана за Най-дорбо метъл изпълнение на наградите Грами за сингъла „Determined“ от албума Lost and Found. Мъдвейн има пет златни сертификата от RIAA и продажби от около 2 млн. копия в САЩ.

## История

### Формиране (1996 – 1997)
Групата се е сформирала през 1996 г. в Пеория, Илинойс след като бъдещите ѝ членовете са се срещнали на местно събиране на членове на YMCA (Християнска младежка асоциация). Малко след това, през 1997 година, сформиралата се група издава EP-то Kill, I Oughtta. То има само местен успех. Това е единственият запис на групата, в който участва басиста Шон Баркли. В следващите албуми той е заменен от Раян Мартини. Kill, I Oughtta е разрпространен само в 1000 копия и се счита за рядкост. Песните са преиздадени в компилацията The Beginning of All Things to End заедно с допълнителни ремикси.

### L.D. 50иThe Beginning Of All Things To End (1998 – 2001)
През април 1998 г. местен промоутър представя групата на мениджъра Чък Толър, който съдейства за подписването им с Epic Records. Съставът печели успех със сингълът „Dig“ от техния дебютен албум L.D. 50. Следват още два успешни сингъла – „Death Blooms“ и „Nothing to Gain“. Албумът продава над 500 000 копия в САЩ. През 2001 г. Мъдвейн издават разширена версия на Kill, I Oughtta, под името The Beginning of All Things to End и продължават честите си турнета в подкрепа на албумите си.

### The End of All Things to Come (2002 – 2003)
През периода на първия си албум групата е известна с обличането на екстравагантни костюми, както по време на концерт така и в заснетите от тях видеоклипове. Също така членовете на Мъдвейн носят странни псевдоними, като Kud, Gurrg, RyKnow, и sPaG. С излизането на втория им албум озаглавен The End of All Things to Come, групата изоставя стария си имидж и започват да се маскират като извънземни. Също така променят и псевдонимите си на Chüd, Güüg, Rüd, и Spüg. Според изказвания на членовете на групата, старият им стил е служил за визуализиране на музиката им и за да се отличават от множеството подобни метъл групи. През 2003 г. Мъдвейн са на турне с Metallica и с последвалото издаване на техния сингъл „World So Cold“, групата изоставя изцяло костюмите и гримовете.. Само във видеоклипът на песента „Not Falling“, членовете на групата са маскирани като извънземни.

### Lost and Found (2005 – 2006)
През 2005 година излиза третият им албум Lost and Found. Съставът носи истинските си имена и вече не използва никави гримове и костюми.
През средата на 2005 г. групата свири на главната сцена на фестивалът Озфест. Излезлите сингли същата година помагат за популяризиране на групата. Първият сингъл „Determined“ е включен в саундтрака на играта Need for Speed: Underground 2. Песента „Forget to Remember“ е включена в саундтрака на филмът Убийствен пъзел 2. Това е втората песен на групата включена във филм, след като „Not Falling“ участва в саундтрака на Призрачният кораб от 2002 г. Групата написва песен за сериалът Masters of Horror, носеща името „Small Silhouette“. В световен мащаб албумът е продаден в около 2 млн. копия.

### The New Game и Mudvayne (2007 – 2009)
By the People, For the People е компилация от демо записи и концертни изпълнения на песни от предишни албуми (избрани от феновете) и 2 нови песни.
След като Чад Грей и Грег Трибет се завръщат от страничния проект Hellyeah, Мъдвейн завършват записите на песните от четвъртия им албум., който се очаква да излезе през юли 2008 г.
Едноименния албум е записан през лятото на 2008 г., в Ел Пасо, Тексас. През 2010 г. Грей и Трибет се връщат към ангажиментите си с Hellyeah, като Mudvayne излиза в почивка.

## Състав
| Сегашни членове - Чад Грей – вокали (1996 – 2010) - Грег Трибет – китара (1996 – 2010) - Раян Мартини – бас (1998 – 2010) - Матю Макдона – барабани (1996 – 2010) |  | Предишни членове - Шон Баркли – бас (1996 – 1998) |

## Дискография
| - L.D. 50 (2000) - The End of All Things to Come (2002) - Lost and Found (2005) - The New Game (2008) - Mudvayne (2009) - Kill, I Oughtta (1997) (ранен демо запис издаден от самата група в 1000 копия) - The Beginning of All Things to End (2001) - By the People, For the People (2007) - Playlist: The Very Best of Mudvayne (2011) - L(ive) D(osage) 50: Live in Peoria (2001) - All Access to All Things (2003) | - Dig (2000) - Death Blooms (2000) - Not Falling (2002) - World So Cold (2003) - Determined (2005) - Happy? (2005) - Forget to Remember (2005) - Fall into Sleep (2006) - Dull Boy (2007) - Do What You Do (2008) - Scarlet Letters (2009) - Scream with Me (2009) |